# Kopa Antiano
De Kopa Antiano of het Kampioenschap van de Nederlandse Antillen was de hoogste voetbaldivisie op de Nederlandse Antillen.
Aan het kampioenschap nemen de twee beste teams van de Bonaire League en de Curaçao League deel. Tot en met 1985 deden ook de beste teams uit de Arubaanse Division Honor mee. De twee finalisten vertegenwoordigden de Nederlandse Antillen in de wedstrijden voor de CONCACAF Champions League.

## Winnaars

### Prestaties per club
| Club                 | Titles | Winnaar in:                                                           |
| -------------------- | ------ | --------------------------------------------------------------------- |
| CRKSV Jong Colombia  | 12     | 1966, 1968, 1971, 1972, 1973, 1974, 1975, 1978, 1988, 1994 1997, 2001 |
| RKVFC Sithoc         | 9      | 1960, 1961, 1962, 1990, 1991, 1992, 1993, 1995, 1999                  |
| CSD Barber           | 8      | 2002, 2003, 2004, 2005, 2006, 2007, 2008, 2010                        |
| SUBT                 | 6      | 1969, 1979, 1980, 1982, 1983, 1984                                    |
| CRKSV Jong Holland   | 4      | 1959, 1976, 1977, 1981                                                |
| UNDEBA               | 4      | 1985, 1987, 1989, 1996                                                |
| SV Racing Club Aruba | 2      | 1964, 1965                                                            |
| RKSV Scherpenheuvel  | 1      | 1967                                                                  |
| SV Estrella          | 1      | 1970                                                                  |
| SV Victory Boys      | 1      | 1986                                                                  |
| SV Hubentut Fortuna  | 1      | 2009                                                                  |

## Deelnames
Voor zover als bekend is. 
| Jaar | Bonaire        | Bonaire       | Curaçao      | Curaçao                | Aruba       | Aruba |
| ---- | -------------- | ------------- | ------------ | ---------------------- | ----------- | ----- |
| 1985 | SV Juventus    | SV Vitesse    | UNDEBA       | ?                      | SV Estrella | ?     |
| 1987 | SV Juventus    | SV Estrellas  | UNDEBA       | RKSV Centro Dominguito |             |       |
| 1993 | SV Vitesse     | SV Vitesse    | RKVFC Sithoc | RKVFC Sithoc           |             |       |
| 1997 | SV Real Rincon | SV Estrellas  | UNDEBA       | CRKSV Jong Colombia    |             |       |
| 1999 | SV Real Rincon | SV Estrellas  | UNDEBA       | CRKSV Jong Holland     |             |       |
| 1999 | SV Uruguay     | SV Uruguay    | RKVFC Sithoc | RKVFC Sithoc           |             |       |
| 2001 | SV Juventus    | SV Juventus   | CSD Barber   | CRKSV Jong Colombia    |             |       |
| 2002 | SV Real Rincon | SV Estrellas  | CSD Barber   | SUBT                   |             |       |
| 2003 | geen deelname  | geen deelname | CSD Barber   | CRKSV Jong Colombia    |             |       |
| 2004 | SV Real Rincon | SV Estrellas  | CSD Barber   | SV Victory Boys        |             |       |
| 2005 | SV Juventus    | SV Estrellas  | CSD Barber   | SV Victory Boys        |             |       |
| 2006 | geen deelname  | geen deelname | CSD Barber   | SV Hubentut Fortuna    |             |       |
| 2007 | SV Real Rincon | SV Vespo      | CSD Barber   | CRKSV Jong Colombia    |             |       |
| 2008 | SV Real Rincon | SV Juventus   | CSD Barber   | UNDEBA                 |             |       |
| 2009 | geen deelname  | geen deelname | CSD Barber   | SV Hubentut Fortuna    |             |       |
| 2010 | SV Real Rincon | SV Juventus   | CSD Barber   | SV Hubentut Fortuna    |             |       |